# 古维
古维（法語：Gouvy，法語發音：[ɡuvi]）是比利时瓦隆大区盧森堡省巴斯托涅区的一个市镇，位于卢森堡省、列日省与卢森堡大公国的交界处，通行法语，是比利时法语社群的一部分，面积165.11平方千米，人口5,206人（2018年1月1日）。